# Miss Europe 1930

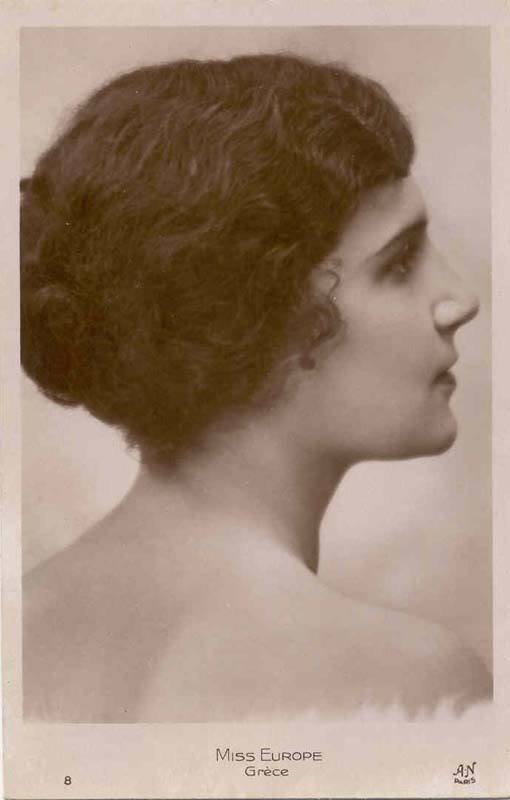
Aliki Diplarakou, Miss Griechenland und Miss Europe 1930

Der Wettbewerb um die Miss Europe 1930 war der zweite, den das Comité pour l’election de Miss Europe durchführte. Dies war im Jahre 1928 durch den französischen Journalisten Maurice de Waleffe (1874–1946) ins Leben gerufen worden und organisierte den Wettbewerb kontinuierlich bis 1938. Waleffe hatte zuvor schon den Wettbewerb um die Miss France begründet.
Die Kandidatinnen waren in ihren Herkunftsländern unter Beteiligung großer Zeitungen oder illustrierter Zeitschriften ausgewählt worden:
Belgien: La Meuse, Bulgarien: Kunstrevue Kragosvet (Кръгосвет), Dänemark: Berlingske Tidende, Deutschland: Das Magazin, England und Irland: Daily Mirror, Frankreich: Le Journal (von Waleffe herausgegeben), Griechenland: Syndikat der Griechischen Presse, Holland: Het Leven, Italien: Kunstrevue Vita Femminile, Jugoslawien: Vrémé (Време), Österreich: Neues Wiener Tagblatt, Polen: Kurier Czerwony, Rumänien: Universul, (Exil-)Russland: La Russie illustrée (Иллюстрированная Россия), Spanien: Kunstmagazin Atlantico, Tschechoslowakei: Nova Praha, Türkei: Cumhuriyet, Ungarn: Színházi élet.
Die Veranstaltung fand am 5. Februar 1930 im Pariser Palais d‘Orsay statt. Es gab 19 Bewerberinnen.
| Land                    | Schreibweise bei Pageantopolis | Weitere, zeitgenössische, Schreibweisen | Schreibweise in der Heimatsprache     |
| ----------------------- | ------------------------------ | --------------------------------------- | ------------------------------------- |
| Platzierungen           |                                |                                         |                                       |
| 1. Griechenland         | Alice Diplarakou               | Aliki Diplarakou                        | Αλίκη Διπλαράκου                      |
| 2. Frankreich           | Yvette Labrousse               |                                         | Yvette Labrousse                      |
| 3. Belgien              | Jenny Vanparays                | Jenny Van Parys, Jenny van Parys        | Jenny Vanparays                       |
| Weitere Teilnehmerinnen |                                |                                         |                                       |
| Bulgarien               | Connka Tchobanova              | Counka Tchobanova, Counka Tchoubanova   | Кунка Христова Чобанова-Недева        |
| Dänemark                | Esther Petersen                | Esther Pédersen                         |                                       |
| Deutsches Reich         | Dorit Nitykowski               | Dorit Nity-Kowski                       | Dorit Nitykowski                      |
| England                 | Marjorie Ross                  |                                         | Marjorie Ross                         |
| Irischer Freistaat      | Vera Curran                    |                                         |                                       |
| Königreich Italien      | Mafalda Morittino              | Mafalda Mariottino                      |                                       |
| Jugoslawien             | Stephanie „Caca“ Drobniak      | Stéphanie Drobnyak                      | Štefanija Drobnjak, Стефанија Дробњак |
| Niederlande             | Rie Van der Rest               |                                         | Rie van der Rest                      |
| Österreich              | Ingeborg von Grienberger       |                                         | Ingeborg von Grienberger              |
| Polen                   | Zofia Batycka                  | Sophie Batycka                          | Zofia Batycka                         |
| Rumänien                | Zoica Dona                     |                                         | Zoica Dona                            |
| Russland A              | Irene Wentzel                  | Irène Wentzell                          | Ирина Венцель                         |
| Spanien                 | Elena Plá Mompó                | Elena Plá                               | Elena Pla Toda                        |
| Tschechoslowakei        | Milada Dostalova               |                                         | Milada Dostálová                      |
| Türkei                  | Mubedjel Namik                 | Mubedjel Namick                         | Fatma Mübeccel Namık Behnesavi        |
| Ungarn                  | Maria Papst                    | Maria Pappsz                            | Pabsz Mária „Bébi“                    |

## Das Wettbewerbs-Programm 1930
Nach der eigentlichen Miss-Europe-Wahl, am Beispiel der Miss Austria:
- Ingeborg Grienberger fährt zunächst von Knittelfeld nach Wien, wo Verhandlungen mit einer Filmgesellschaft laufen.
- Von dort begibt sie sich am 23. Juli nach Paris, wo der Treffpunkt für die Teilnehmerinnen der Miss Europe sein wird.
- Am 25. Juli fahren alle nach Deauville, wo ihnen zu Ehren Festlichkeiten stattfinden werden.
- Am 31. Juli schiffen sie sich auf einem Dampfer des Lloyd Brasileiro ein.
- Die Bewerberinnen kommen am 23. August in Rio de Janeiro an.
- Die Wahl der Miss Universe findet am 7. Oktober in Rio statt.